# Kraljeva Sutjeska
Kraljeva Sutjeska (en cyrillique : Краљева Сутјеска) est un village de Bosnie-Herzégovine. Il est situé dans la municipalité de Kakanj, dans le canton de Zenica-Doboj et dans la fédération de Bosnie-et-Herzégovine. Selon les premiers résultats du recensement bosnien de 2013, il compte 310 habitants.
Kraljeva Sutjeska est également connu sous le nom de Kraljevska Sutjeska.

## Géographie

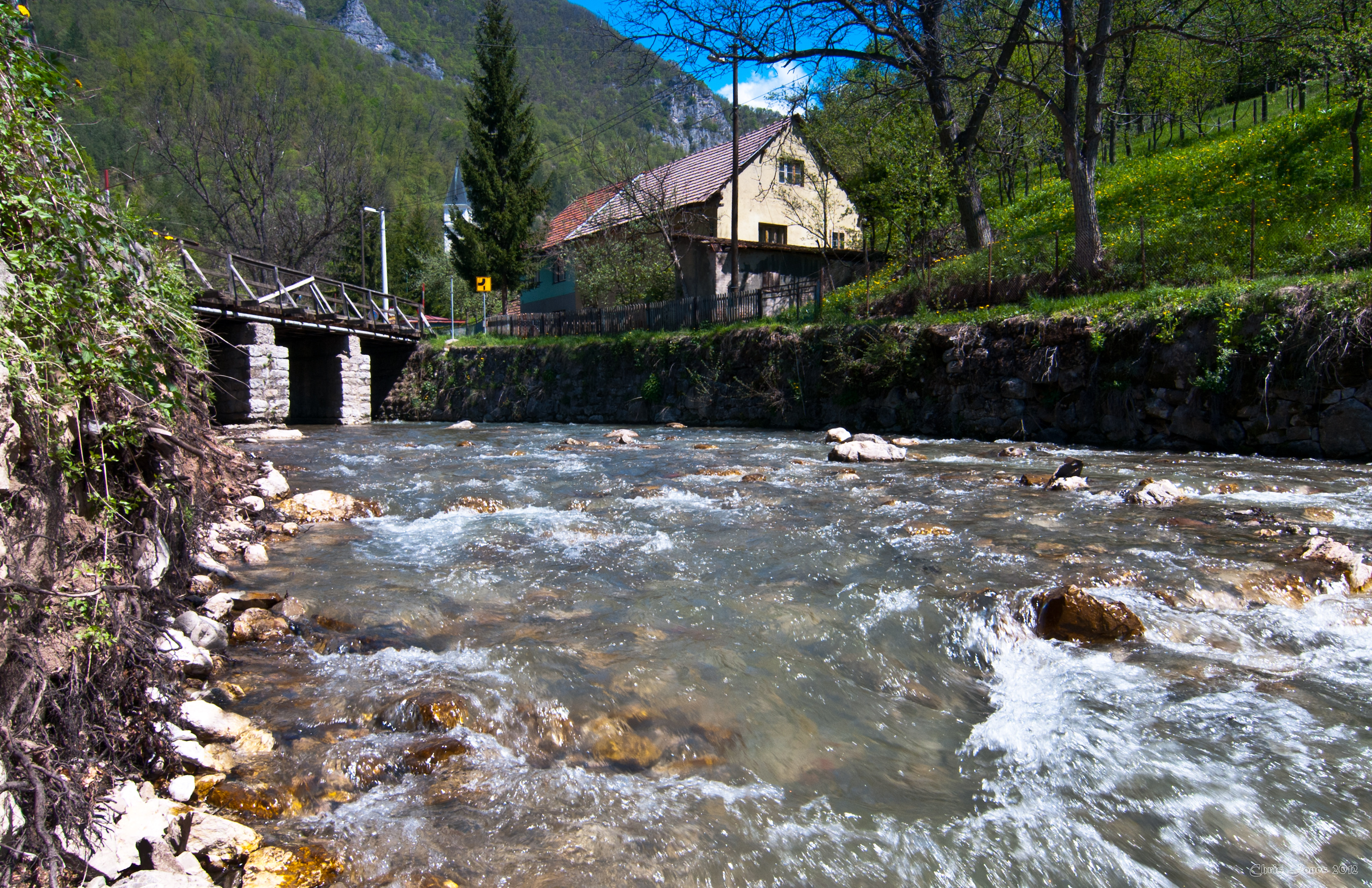
La rivière Trstionica

## Histoire
Le village abrite plusieurs monuments nationaux de Bosnie-Herzégovine, dont un couvent franciscain qui remonte au XIVe siècle ; l'église Saint-Jean-Baptiste et les collections du musées sont classées en même temps que l'ensemble ; le couvent abrite également une collection de 22 incunables qui figure sur la liste des monuments nationaux du pays.

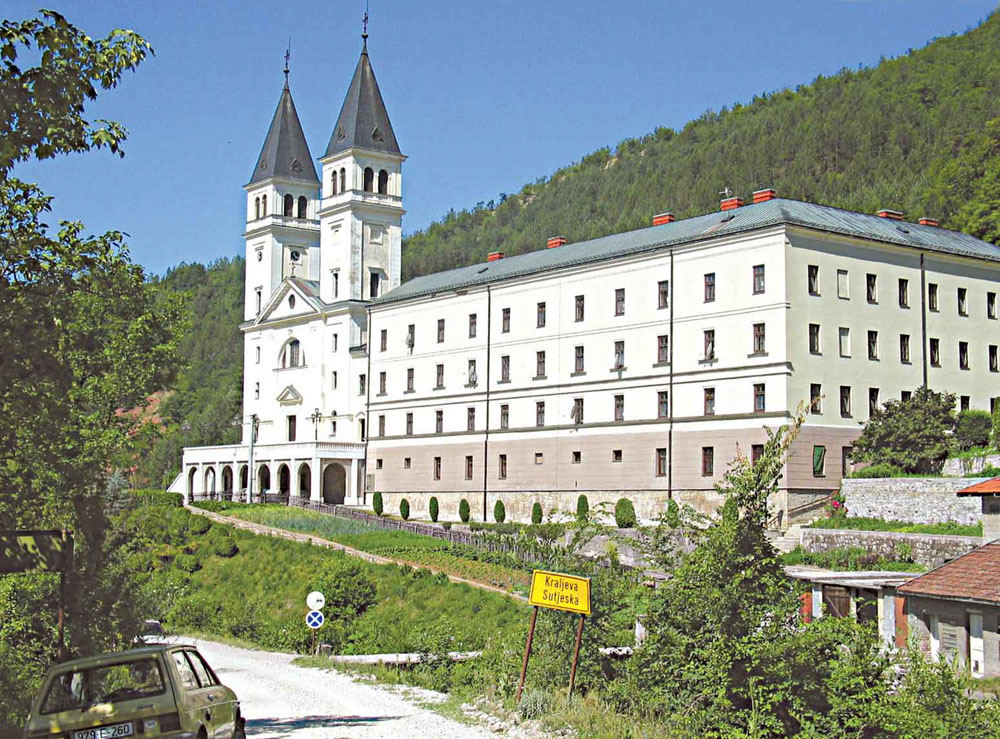
Le couvent franciscain de Kraljeva Sutjeska

Le site archéologique du palais gouvernemental de Kraljeva Sutjeska contient des vestiges des XIVe et XVe siècles
La mosquée date peut-être de la seconde moitié du XVe siècle ; dans le village, la maison d'Ivo Dusper a été construite dans la première moitié du XIXe siècle.

## Démographie

### Évolution historique de la population
| 1948 | 1953 | 1961 | 1971 | 1981 | 1991 | 2013 |
| ---- | ---- | ---- | ---- | ---- | ---- | ---- |
| -    | -    | 597  | 865  | 819  | 852  | 310  |

|  |

### Communauté locale
En 1991, la communauté locale de Kraljeva Sutjeska comptait 1 553 habitants, répartis de la manière suivante :